# Kraftwerksgruppe Sellrain-Silz

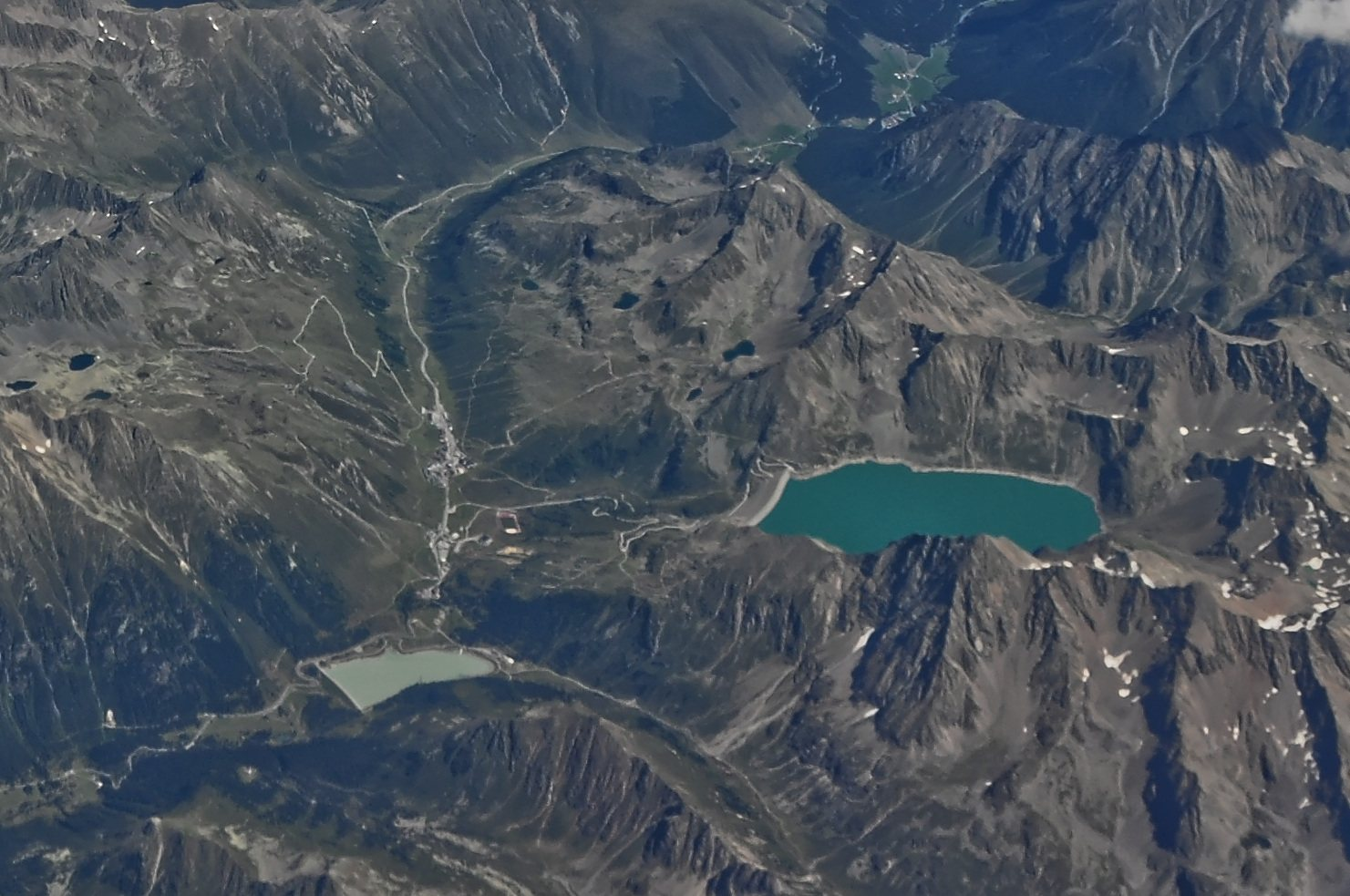
Die Speicher Finstertal (rechts) und Längental (links)

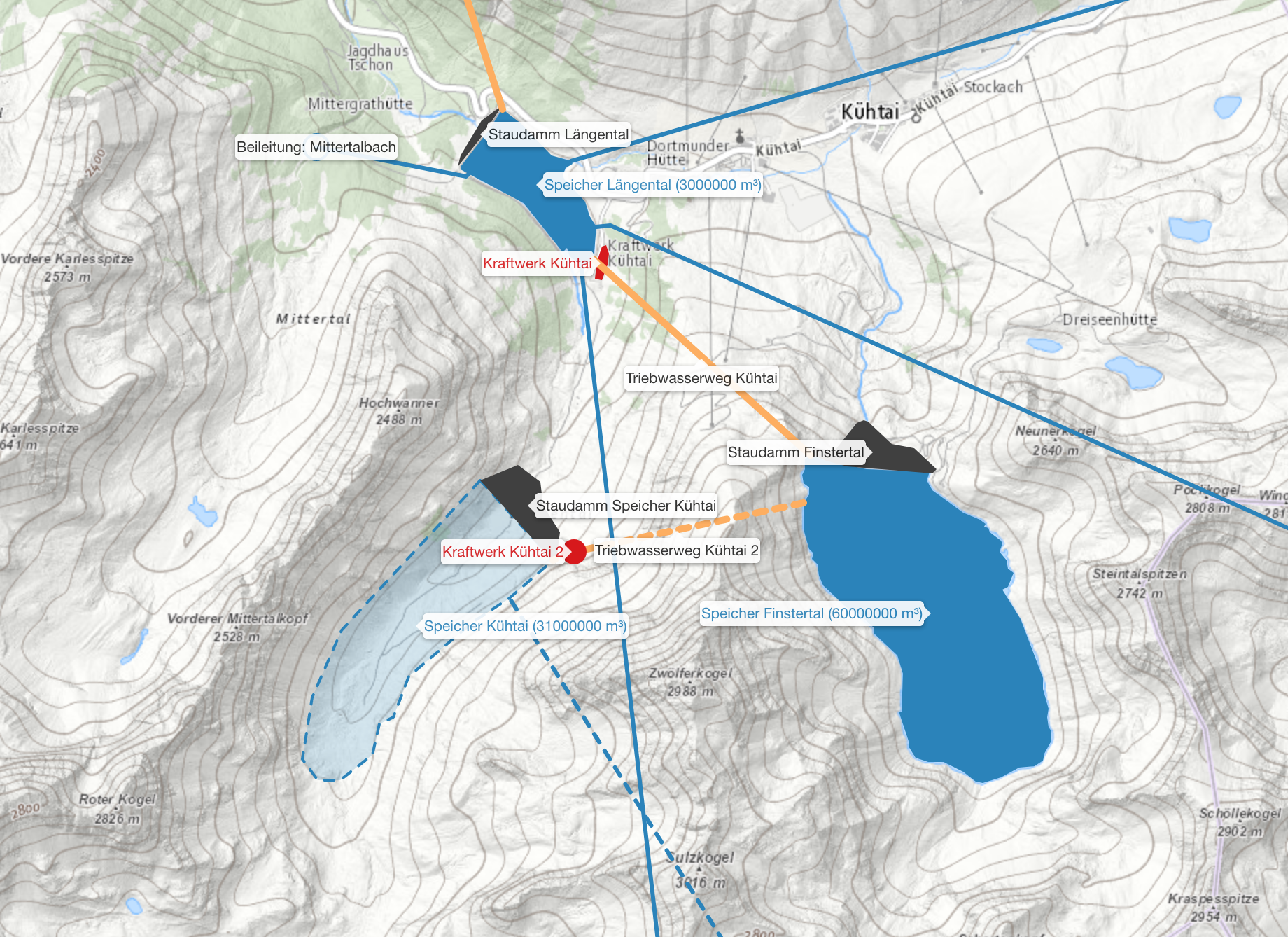
Lageplan: Staudämme; Kraftwerke; Triebwasserwege; Beileitungen (gesamter Ausschnitt)

Die Kraftwerksgruppe Sellrain-Silz der Tiwag ist eine bei Silz westlich von Innsbruck gelegene Anlage aus der Gruppe der Pumpspeicherkraftwerke zur Erzeugung von Spitzenlast, welche aus den beiden Speicherseen Finstertal und Längental sowie den Kraftwerken Kühtai und Silz besteht. Sellrain-Silz ist eines der leistungsstärksten Pumpspeicherkraftwerke Europas.
Über Bachläufe in den Speicher Längental transportiertes Wasser kann im Kraftwerk Kühtai in den höher gelegenen Speicher Finstertal gepumpt werden, wodurch es an Höhenenergie gewinnt, welche zu den Hauptbedarfszeiten wieder nutzbar gemacht werden kann, indem Wasser zuerst in den Speicher Längental und anschließend durch im Felsmassiv verlegte Leitungen mit einem Höhenunterschied von über 1250 Metern in das Kraftwerk Silz geleitet wird, wo es mit hoher Geschwindigkeit Turbinen antreibt.

## Geschichte

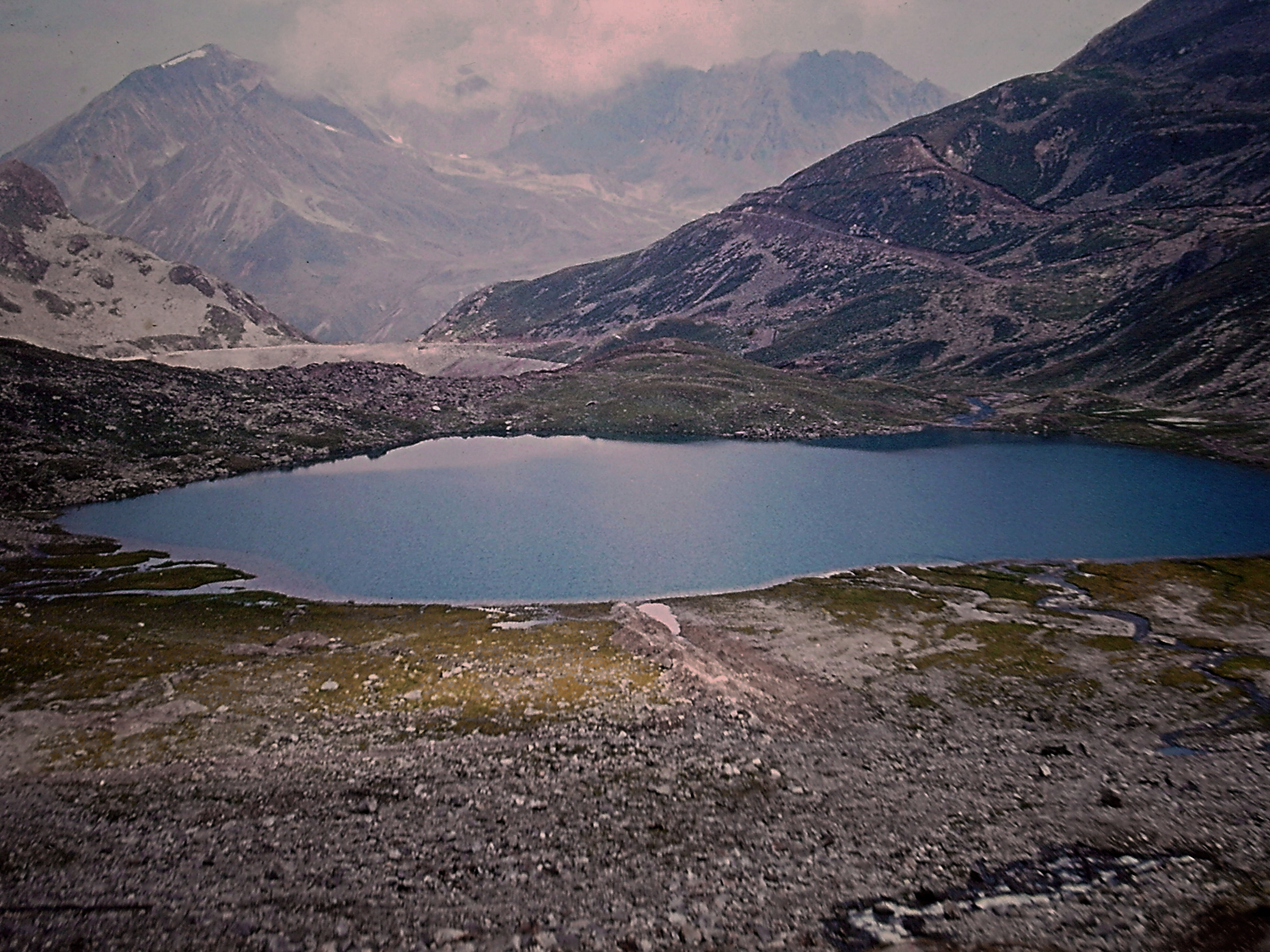
Ehemaliger Oberer Finstertaler See mit Blick nach Norden zu Baubeginn des Speichersees

Mit dem zunehmenden Energiebedarf Europas in den 1970er-Jahren und der Verwendung von zahlreichen Kernkraftwerken kam das Problem der Speicherung des erzeugten elektrischen Stroms zu Tageszeiten schwächerer Nachfrage auf, da jene Kraftwerke der Erzeugung von Grundlast dienen und nicht innerhalb von kurzer Zeit heruntergefahren werden können. Auf der Suche nach einem geeigneten Standort für ein Kraftwerk, welches diese Aspekte berücksichtigt, fiel die Wahl auf das Inntal, da hier auf flaches Land entlang vom Inn Alpenmassive mit einem beträchtlichen Höhenunterschied folgen. Im Jahre 1977 wurde mit dem Bau der Kraftwerksgruppe und der Errichtung der Staudämme begonnen, 1978 begann der Bau der Bachfassungen, welche Wasser aus dem Einzugsgebiet in den Speicher Längental leiten, worauf Ende 1979 mit dem Aufstauen der beiden Speicherseen begonnen werden konnte. Nach einer einjährigen Phase des Probebetriebs läuft die Kraftwerksgruppe Sellrain-Silz, die ihren Doppelnamen durch die Lage des Talkraftwerkes auf dem Gebiet von Silz und der Lage des Einzugsgebietes, welches größtenteils auf Gebiet der Gemeinde Sellrain liegt, bekam, seit dem 1. Oktober 1981 offiziell im Vollbetrieb. Bei Inbetriebnahme stellte Sellrain-Silz das leistungsstärkste Pumpspeicherkraftwerk Europas dar.

## Ausbauprojekt
Im Jahr 2009 hat die TIWAG ein Projekt zum Ausbau der Kraftwerksanlage bei der Tiroler Landesregierung zur Umweltverträglichkeitsprüfung eingereicht. Das Projekt sieht die Errichtung eines dritten Speichersees im Längental („Speicher Kühtai“; 31 Mio. m³) sowie eines unterirdischen Pumpspeicherkraftwerks („Kraftwerk Kühtai 2“; Leistung: 130 MW im Turbinenbetrieb, 140 MW im Pumpbetrieb) zwischen den Speicherseen Finstertal und Kühtai vor. Zur Erhöhung des natürlichen Zuflusses sollen Bäche aus dem hinteren Stubaital (Fernaubach, Unterbergbach, Daunkogelfernerbach) und Ötztal (Fischbach, Schranbach, Winnebach) beigeleitet werden (Ausbauwassermenge in Summe etwa 12,4 m³/s). Insbesondere diese geplante, in einem 25 km langen Stollen verlaufende Beileitung führte zu massiven Widerständen durch den Tourismusverband Stubai, den Deutschen Alpenverein und WWF, welche mehrere Beschwerden und Klagen einreichten. Im Juni 2020 wies der Verwaltungsgerichtshof in letzter Instanz die Klagen ab, sodass die TIWAG im Herbst 2020 mit vorbereitenden Baumaßnahmen beginnen konnte.

## Stauseen

### Speicher Finstertal
Der Speichersee Finstertal befindet sich auf einer Höhe von 2300 m ü. A. und hat ein Fassungsvermögen von 60 Millionen m³. Er ermöglicht die Nutzung einer Gesamtfallhöhe von 1680 m in den zwei Kraftstufen – Kraftwerk Kühtai und Kraftwerk Silz. Bezogen auf das Kraftwerk Silz beträgt der Energiegehalt des Speichers Finstertal 231 Mio. kWh. Auf seinem Gebiet befanden sich vor dem Aufstauen zwei kleinere, natürlich entstandene Seen, die in einem Felsbecken lagen, welches die nötige Eignung für die Aufnahme derart großer Wassermengen besaß. Zur Aufschüttung des Dammes mit einer Höhe von 149 Metern und einer Kronenlänge von 650 Metern wurden 4,5 Millionen m³ Gestein verwendet, welche vollständig aus dem Bereich des heutigen Stausees stammten. Abgedichtet wird der Staudamm durch einen innenliegenden Kern aus Asphaltbeton. Da dieses Verfahren zum Bauzeitpunkt noch nicht in derartiger Größe realisiert worden war, installierten die Ingenieure 700 Messeinrichtungen, die noch heute im Rahmen der Bauwerksüberwachung das Verhalten des Staudammes überprüfen.

### Speicher Längental
Der Speichersee Längental, oft auch als Zwischenspeicher Längental bezeichnet, liegt unterhalb des Längentals, 400 Meter unterhalb des Speichers Finstertal, und spielt in der Kraftwerksgruppe Sellrain-Silz eine zentrale Rolle: In den Zwischenspeicher, dessen Aufnahmevolumen lediglich ein Zwanzigstel des Speichers Finstertal beträgt, mündet die Beileitung von 13 Gebirgsbächen (Stubaital: Alpeiner Bach; Sellraintal: Fernaubach, Kraspesbach, Lüsenerbäche, Schöntalbach, Moarler- und Schefalmbach, Gleirschbach, Klammbach, Zirmbach, Mittertalbach, Horlachbach) welche den Stausee kontinuierlich mit Zulauf versorgen. Im See enthaltenes Wasser kann dabei bei Bedarf entweder zur Speicherung in den Stausee Finstertal gepumpt oder zur Erzeugung von Energie zum Kraftwerk Silz geleitet werden. Das Baumaterial für den 45 Meter hohen Staudamm wurde größtenteils durch Aushub aus dem Stollensystem gewonnen, das die einzelnen Teile der Kraftwerksgruppe miteinander verbindet.

### Speicher Kühtai (in Bau)
Nach einem langen Planungs- und Genehmigungsprozess starteten im Jahr 2020 die Arbeiten an einem dritten Speicher, dem Speicher, der sich wirklich im Längental befindet. Dort sollen bei einem Stauziel von 2140 m ü. A. ein Wasservolumen von 31 Mio. m³ Platz finden. Der Speicher wird mit dem höher gelegenen Speicher Finstertal über das unterirdische Pumpspeicherkraftwerks Kraftwerk Kühtai 2 verbunden.

## Kraftwerke

### Kraftwerk Kühtai
Das obere der beiden Kraftwerke der Kraftwerksgruppe Sellrain-Silz liegt auf einer Höhe von 1900 m ü. A. am südöstlichen Ufer des Speichers Längental. Da eine Wasserentnahme und -einfuhr zur Vermeidung von Kavitation deutlich unterhalb des Seespiegels erfolgen muss, ist das Kraftwerk Kühtai als Schachtkraftwerk ausgelegt, was bedeutet, dass die Komponenten vertikal angeordnet sind und der Großteil des zylinderförmigen Kraftwerksgebäudes unterirdisch angelegt ist. Dieses hat einen Durchmesser von 30 Metern bei einer Tiefe von 82 Metern. Durch die Schachtbauweise ist es ebenfalls möglich, Rotor und Stator durch einen Portalkran zu entnehmen bzw. einzubauen. In dem Kraftwerk sind zwei Francis-Turbinen mit Generatoren eingebaut, welche sowohl als Pumpe/Motor wie auch als Turbine/Generator eingesetzt werden können, um entweder das aus dem Einzugsgebiet erhaltene Wasser in den Speicher Finstertal zu pumpen oder aber ebenjenes Wasser wieder unter Gewinnung von elektrischem Strom zurückzuleiten. Beide Turbinen können im Pumpbetrieb pro Sekunde eine Wassermenge von 66 Kubikmeter verarbeiten, womit der Speicher Längental theoretisch in etwa 12,6 Stunden vollständig entleert werden könnte.
Der erzeugte Strom wird über Hochspannungsleitungen ins Tal geleitet und dort wahlweise in das österreichische Stromnetz oder aber in das mitteleuropäische Verbundnetz eingespeist. Vom dortigen Kraftwerk Sellrain-Silz wird das Kraftwerk Kühtai gesteuert und überwacht, sodass im Kraftwerk Kühtai Personal nicht zwingend anwesend sein muss.

### Kraftwerk Silz
Das Kraftwerk Silz stellt die Hauptstufe der Kraftwerksgruppe Sellrain-Silz dar. Es liegt am Fuße des Bergmassivs auf einer Höhe von 643 m ü. A. Die technischen Komponenten sind auch hier unterirdisch angelegt, wobei die Halle des Kraftwerksgebäudes lediglich der Wartung der beiden Generatoren dient. Neben dem Kraftwerk befindet sich ein Betriebsgebäude, von wo die Steuerung sämtlicher Anlagen der Kraftwerksgruppe erfolgt, sowie eine Freiluftschaltanlage zur Einspeisung des erzeugten Stromes der Kraftwerksgruppe in das Stromnetz.
Das nötige Wasser bezieht das Kraftwerk Silz aus dem Speichersee Längental, von dem ein leicht geneigter Druckstollen abzweigt, auf den eine Fallstecke folgt, in der das Wasser mit Fallhöhe von 1258 Metern auf seine Endgeschwindigkeit gebracht und anschließend durch einen Überlauf in den Inn geleitet wird.
Das Kraftwerk Silz besitzt zwei Pelton-Freistrahlturbinen, welche die Energie des mit 500 km/h auftreffenden Wassers mit einer Leistung von insgesamt 500 MW in elektrischen Strom umwandeln. Die Turbinen sind mit 23 Bechern ausgestattet, in die aus sechs Düsen Wasser auftrifft und eine Rotordrehzahl von 500 Umdrehungen pro Minute erzeugt. Die dabei auftretenden hohen Kräfte machen ein besonders starkes Fundament aus Stahlbeton notwendig, welches auf 15 Meter Schotter aus dem Inn ruht.

### Kraftwerk Kühtai 2 (in Bau)
Das Pumpspeicherkraftwerk Kühtai 2 soll den bestehenden Speicher Finstertal mit dem ebenfalls in Bau befindlichen Speicher Kühtai verbinden. Die mittlere Leistung wird im Turbinenbetrieb 130 MW, im Pumpbetrieb 140 MW betragen. Die elektrische Anbindung wird über das Kraftwerk Kühtai mit einem 220-kV-Erdkabel hergestellt.